# Marita Petersen
Marita Petersen (nascuda Marita Johansen; Vágur, Suðuroy, 21 d'octubre de 1940 - Tórshavn, 26 d agost de 2001) va ser una política socialdemòcrata feroesa afiliada al Partit de la Igualtat. Va ser la primera, i fins a data d'avui, l'única dona que ha ocupat el lloc de primera ministra de les Illes Fèroe, entre 1993 i 1994. També va ser presidenta del seu partit de 1993 a 1996 i presidenta del Løgting de 1994 a 1995.
Petersen va morir de càncer el 2001.

## Carrera política
Entre el 15 de gener de 1991 i el 18 de gener de 1993, durant el govern d'Atli Dam, Marita Petersen va ser ministra d'educació, cultura i justícia. Va destacar per la reforma d'educació per als joves, especialment els programa d'educació professional. Durant el seu càrrec, les Illes Fèroe van experimentar un canvi liberal vers la llei del consum d'alcohol.
El 18 de gener de 1993 Petersen va assumir el càrrec de primera ministra després que Atli Dam renunciés al càrrec, prenent possessió oficialment del lloc el 18 de febrer següent. Petersen es va posar al capdavant del govern feroès enmig d'una greu crisi financera. Els bancs, la indústria pesquera i l'agricultura estaven a la vora del col·lapse, i la desocupació va assolir percentatges molt elevats. Molta gent es va veure obligada a emigrar de l'arxipèlag i es van produir subhastes obligatòries de béns. Com a primera ministra, Petersen va ser la responsable d'entaular negociacions amb Dinamarca i el Danske Bank, en un intent per reconduir l'economia. El resultat va ser que el govern feroès va comprar accions del Føroya Banki.
Al mateix temps de rebre el govern, Petersen també va assumir la presidència del Partit de la Igualtat. En qualitat de líder del seu institut polític, va treballar en la renovació del seu programa. També va lluitar per donar visibilitat als membres femenins del partit, creant una xarxa femenina.
A les eleccions parlamentàries de 1994, el Partit de la Igualtat va veure reduït el seu suport electoral i va perdre la meitat dels diputats al Løgting, el que representava el seu pitjor resultat des de 1932. Petersen es va veure obligada a dimitir com a primera ministra. De 1994 a 1995 va ocupar el càrrec de presidenta del parlament feroès.
El 1995, durant la celebració d'un congrés del seu partit, Marita Petersen en va tornar a guanyar la presidència contra Jóannes Eidesgaard. Tanmateix, a la següent convenció nacional (1996), es va retirar voluntàriament del càrrec i, aquest cop si, Eidesgaard la va substituir.